# 伊罗·帕卡里宁

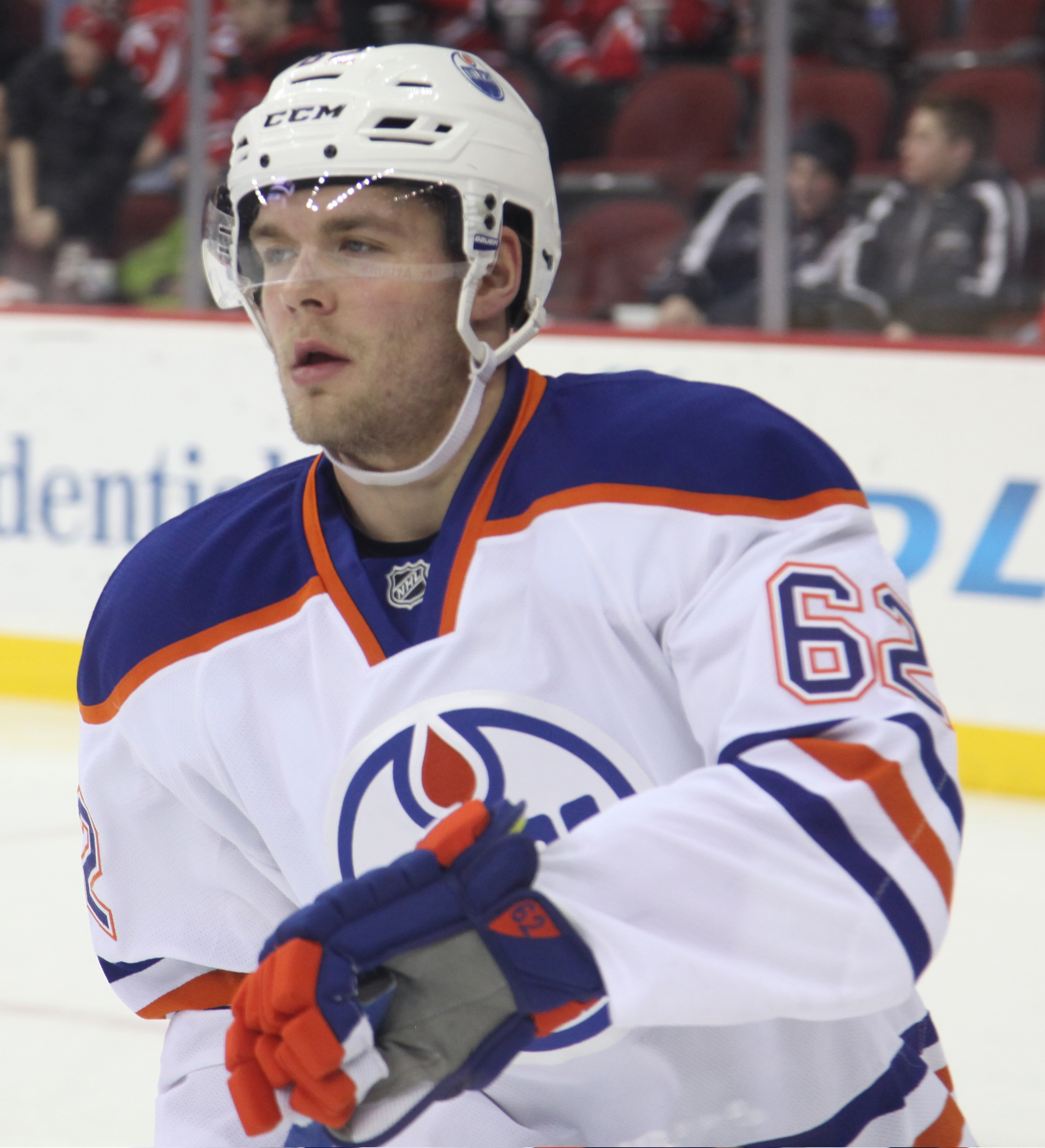
2015年2月攝

伊罗·帕卡里宁（芬蘭語：Iiro Pakarinen，1991年8月25日—），芬兰男子冰球运动员，场上位置是前锋。他曾代表芬兰参加2022年冬季奥林匹克运动会冰球比赛，获得一枚金牌。